# Stenobothrus lineatus
Espèce
Stenobothrus lineatus, le sténobothre ligné ou criquet de la Palène  ou criquet du brachypode, est une espèce d'orthoptères caelifères de la famille des Acrididae.

## Dénominations
Ce criquet a été appelé Stenobothrus lineatus par Panzer, en 1796.
Noms vernaculaires : sténobothre ligné, criquet du brachypode.

## Distribution
Eurasiatique, cette espèce se rencontre en Europe et en Asie jusqu'en Mongolie, sauf dans les régions les plus nordiques; signalée de tous les pays d'Europe occidentale, bien que localisée; en France métropolitaine, elle est connue de presque tous les départements (absente de Corse). Présente en Belgique.

## Description
Longueur du corps: entre 15 et 19 mm chez le mâle, entre 21 et 26 mm chez la femelle.
La couleur de base est le vert (parfois brun ou rose violacé) ou un mélange de ces couleurs. Chez le mâle, l'extrémité de l'abdomen est souvent rouge; ses ailes sont normalement développées, à peine réduites chez la femelle. Chez les deux sexes, les élytres portent une tache blanche (ressemblant à une virgule) située aux deux tiers postérieurs latéraux. Outre la bande blanche soulignant le bord supérieur de l'élytre, la femelle montre une seconde bande blanche au bord antérieur inférieur des élytres, dont l'extrémité approche environ la tache blanche en forme de virgule. Les valves de l'oviscapte sont dentées.

## Habitat et stridulation

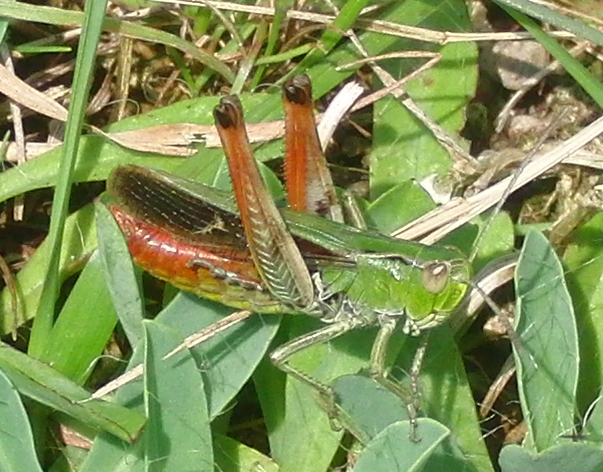
Stenobothrus lineatus - mâle stridulant (ici, les 2 fémurs postérieurs sont synchrones).

Ce criquet réside de préférence dans des endroits xériques comme des pelouses arides, rocailleuses, des landes, des friches calcicoles, mais aussi parfois dans des endroits plus humides: prairies, bords des chemins, etc.
Il est univoltin: on trouve les adultes de fin juin à fin octobre.

Le chant du mâle est produit par le frottement asynchrone des fémurs postérieurs sur les élytres, c'est un bourdonnement où alternent régulièrement des notes faibles et fortes, audibles à 5 mètres environ et durant entre 10 et 20 secondes. La phrase commence faiblement puis s'intensifie.